# Château des Horts
Le château des Horts est un château fort situé sur la commune de Thiers dans la région Auvergne-Rhône-Alpes.

## Description
Le site est un petit château du XIVe siècle appartenant à un ensemble de résidences secondaires édifiées au XVIe siècle par des notables thiernois. L'édifice présente une masse carrée organisée autour d'une cour aujourd'hui couverte d'une verrière, flanquée de quatre tours d'angles circulaires. La façade nord est ornée d'un crénelage et d'une échauguette.